# Iwan Szawrej
Iwan Michajłowicz Szawrej (ur. 3 stycznia 1956 we wsi Biła Soroka, zm. 20 listopada 2020) – radziecki i białoruski strażak, likwidator, Honorowy obywatel Rejonu narowelskiego.

## Życiorys
Pochodził ze wsi Biła Soroka w rejonie narowliańskim obwodu homelskiego na Białorusi. Dorastał w wielodzietnej rodzinie; miał trzech braci i trzy siostry. Po ukończeniu służby wojskowej w 1977 rozpoczął pracę w straży pożarnej, w jednostce przy Elektrowni Jądrowej w Czarnobylu. W momencie katastrofy w Czarnobylskiej Elektrowni Jądrowej, starszy sierżant służby wewnętrznej Iwan Szawrej był strażakiem jednostki nr 2 w elektrowni jądrowej w Czarnobylu. W nocy z 25 na 26 kwietnia 1986 przybył na miejsce katastrofy o godzinie 1:30 jako członek drugiej dywizji porucznika Władimira Prawika. Szawrejowi udało się wówczas ugasić pożar na dachu maszynowni gdzie przebywał przez 20 minut, aż zemdlał. Szawreja i jego towarzyszy pogotowie zabrało o godzinie 4 nad ranem. Według szacunków otrzymał 220 berów (2,2 Sv) w wyniku czego nabawił się ostrej choroby popromiennej drugiego stopnia. W akcji gaśniczej po awarii czwartego reaktora uczestniczyli również dwaj bracia Iwana – Leonid i Piotr, którzy służyli w tej samej jednostce i również uczestniczyli w akcji gaśniczej w nocy z 25 na 26 kwietnia 1986 roku. Podobnie jak Iwan otrzymali duże dawki promieniowania w wyniku czego zachorowali na chorobę popromienną. 
W latach 1986–1987 służył w Wyszogrodzie i w 1987 powrócił na rodzinną Białoruś gdzie pełnił między pracował w służbie ds. sytuacji nadzwyczajnych w rejonie narowliańskim.
Zmarł 20 listopada 2020 roku na COVID-19 w okresie pandemii tej choroby.